# STS-9
La STS-9 è una missione spaziale del programma Space Shuttle, conosciuta anche come STS-41-A.
Fu la prima missione a trasportare lo Spacelab per effettuare esperimenti in condizioni di microgravità.
Il Columbia atterrò sulla pista 17 presso la base aerea di Edwards AFB l'8 dicembre 1983 alle ore 15:47 locali, completando 168 orbite e viaggiando per circa 4,3 milioni di miglia. Prima dell'atterraggio, in due delle tre APU, presero fuoco i serbatoi di idrazina. Nonostante questo inconveniente la navetta atterrò senza problemi per l'equipaggio.

## Equipaggio
- Comandante: John Young (6)
- Pilota: Brewster Shaw (1)
- Specialista di missione 1: Owen Garriott (2)
- Specialista di missione 2: Robert Parker (1)
- Specialista del carico utile 1: Ulf Merbold (1) ESA
- Specialista del carico utile 2: Byron Lichtenberg (1)

Tra parentesi il numero di voli spaziali completati da ogni membro dell'equipaggio, inclusa questa missione.

### Riserve degli specialisti del carico di missione
- Wubbo Ockels
- Michael Lampton

## Parametri della missione
- Massa:
  - Navetta al lancio: 112.318 kg
  - Navetta al rientro: 99.800 kg
  - Carico utile: 15.088 kg
- Perigeo: 241 km
- Apogeo: 254 km
- Inclinazione: 57°
- Periodo: 1 ora, 29 minuti e 30 secondi